# Epiphanidae
Famille
Les Epiphanidae sont une famille de Rotifères de l'ordre des Ploima.

## Liste des genres
Selon GBIF (29 août 2021) :
- Cyrtonia Rousselet, 1894
- Epiphanes Ehrenberg, 1832
- Liliferotrocha Sudzuki, 1959
- Micrococides
- Microcodides Bergendal, 1892
- Mikrocodides Bergendal, 1892
- Proalides de Beauchamp, 1907
- Rhinoglena Ehrenberg, 1853

## Systématique
Le nom scientifique de ce taxon est Epiphanidae, choisi par le zoologiste américain Harry K. Harring (en), en 1913.